# Achille Casanova
Achille Casanova (Minerbio, 1861 – Bologna, 1948) è stato un pittore, decoratore e ceramista italiano.

## Biografia

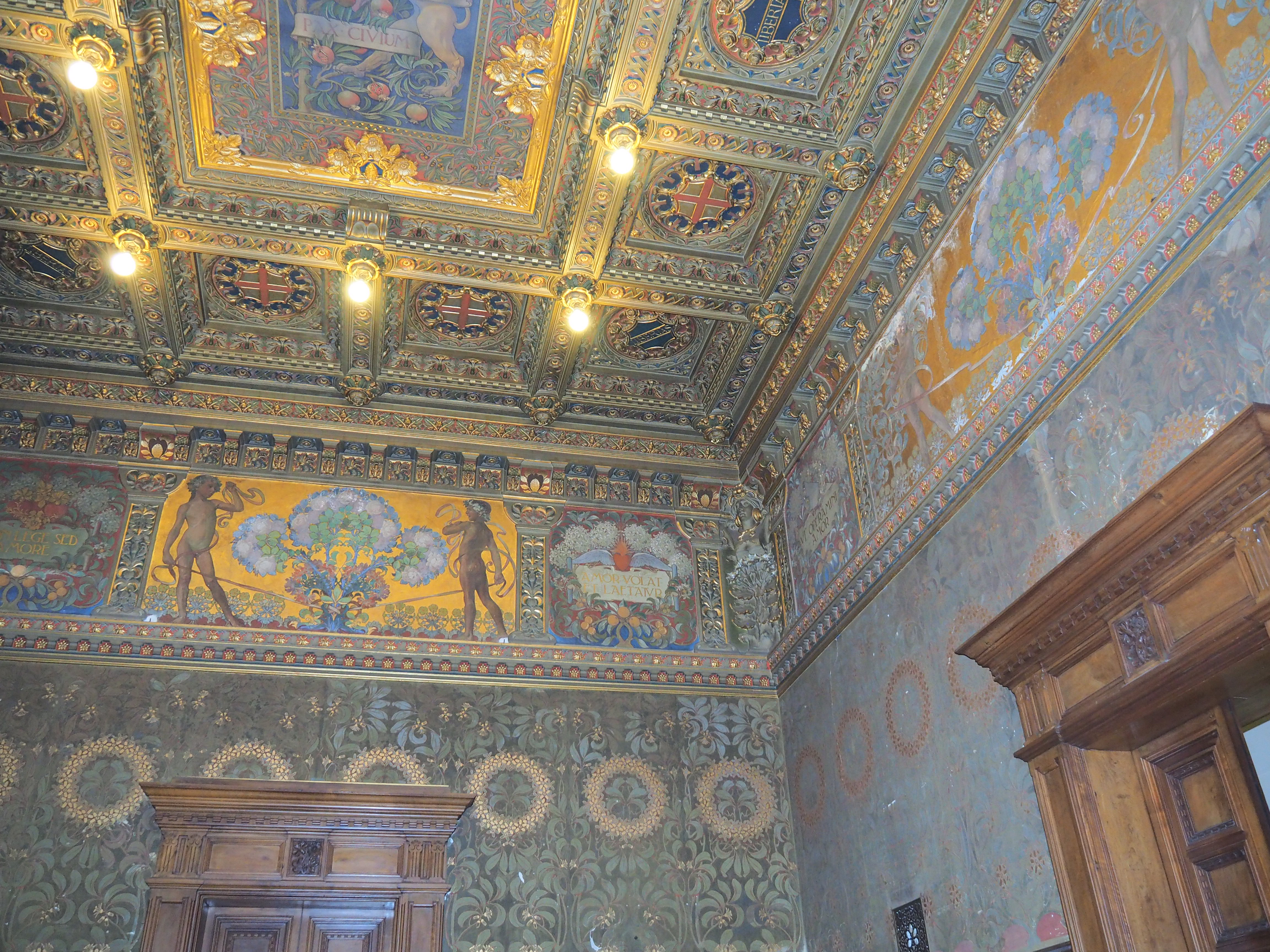
La Sala Verde a Palazzo d'Accursio

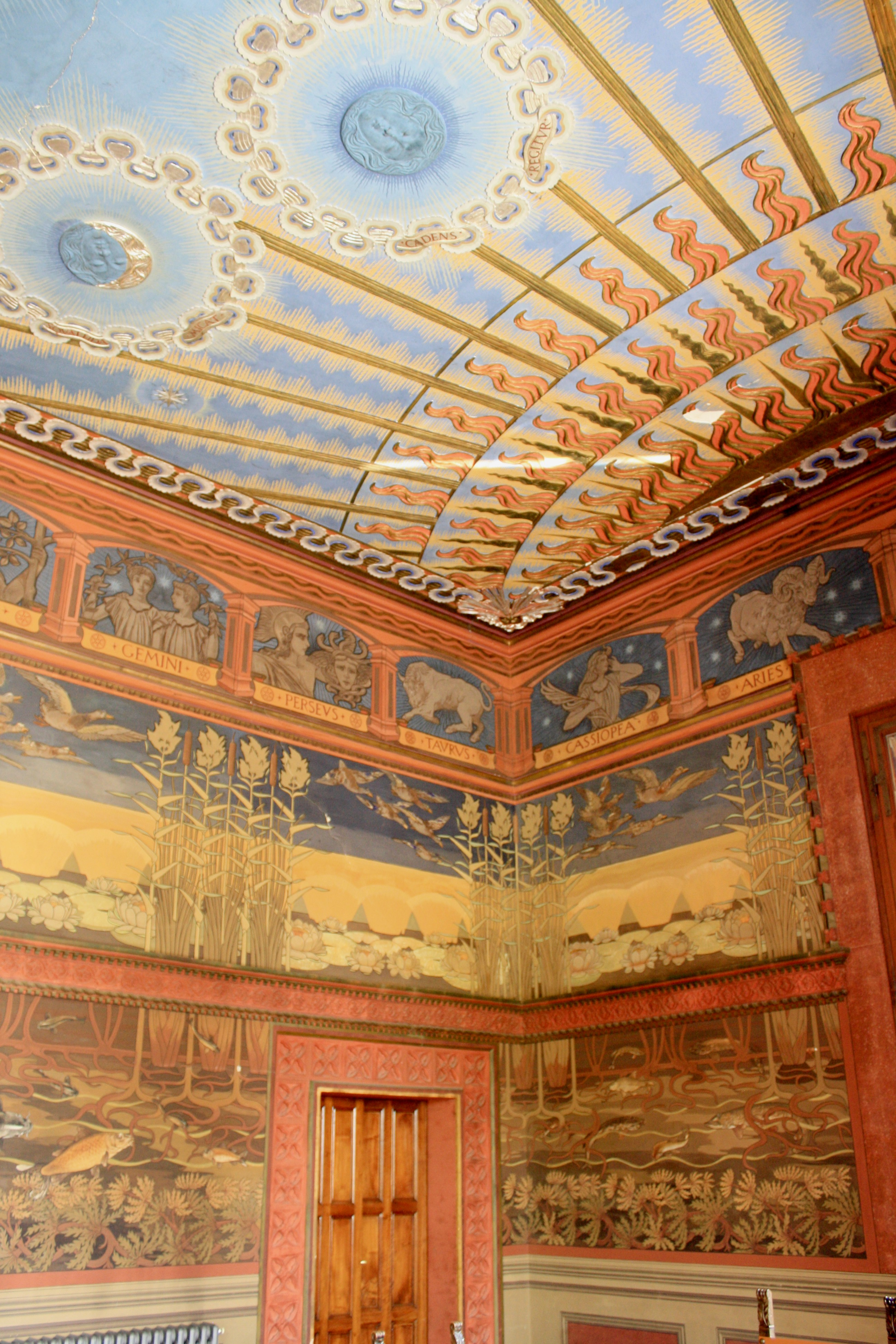
La Sala dello Zodiaco a Palazzo Rosso

Ex allievo del Collegio Venturoli, Achille Casanova è considerato uno dei grandi interpreti del liberty a Bologna.
Ha curato la decorazione della Cappella per la pace dei popoli nella chiesa di San Francesco, dove sarà sepolto il suo mentore artistico, Alfonso Rubbiani.
Durante la Grande esposizione emiliana del 1888, con la Gilda del Rubbiani espone nelle sale della Villa Reale di San Michele in Bosco.
In Certosa realizza le decorazioni a mosaico delle celle Gangia (1892 - 1896) e Cillario (1897 - 1903), collocate nel Chiostro a levante del Chiostro Maggiore. Per la decorazione della cella Gangia si ispira alla decorazione musiva del Mausoleo di Galla Placidia di Ravenna.
Partecipa del fermento intellettuale e artistico bolognese insieme al fratello Giulio, architetto e ceramista.
Tra il 1898 e il 1902 frequenta anche l'Accademia della Lira.
Nel 1902 realizza le decorazioni della Sala Verde dei matrimoni in Palazzo d'Accursio, con tralci di fiori d'arancio, garofani e rose, motivi che alludono all'amore, alla bellezza e alla fecondità.
Nello stesso anno, in occasione della partecipazione della società Aemilia Ars di cui è membro all'Esposizione internazionale d'arte decorativa moderna, i modelli di decorazione degli artisti bolognesi sono pubblicati su prestigiose riviste nazionali: tra essi figurano i pannelli di Casanova apparsi su Arte Italiana decorativa e industriale.
Nel 1908 partecipa al restauro del Palazzo dei Notai: realizza i disegni per i dipinti e i decori del soffitto a cassettoni basandosi sui documenti del XVI secolo.
Tra il 1908 e il 1951 esegue il ciclo pittorico della cappella della Beata Vergine Immacolata nella Basilica di San Petronio, subentrando a Renato Pasqui.
È anche autore dei cicli decorativi del Palazzo Rosso a Bentivoglio, di proprietà del marchese Carlo Alberto Pizzardi, e dei decori del salotto degli Ireos o dei Pavoni e del salotto dei Melograni del palazzo dei conti Cavazza.
A parte una importante commessa per la basilica di Sant'Antonio a Padova, la sua attività professionale si svolgerà interamente a Bologna.
Nel corso della sua carriera Casanova collaborò con lo studio tecnico-artistico del Comitato per Bologna Storica e Artistica e sarà anche insegnante dei corsi serali dell'Accademia di belle arti e del Collegio Venturoli.
È sepolto nel Campo 1945 della Certosa di Bologna.